# Chloroclystis zhuoxinensis
Chloroclystis zhuoxinensis là một loài bướm đêm trong họ Geometridae.